# Hemisturmia americana
Hemisturmia americana là một loài ruồi trong họ Tachinidae.